# Ramanj
Ramanj este o arie protejată (arie specială de conservare — SAC, sit de importanță comunitară — SCI) din Suedia întinsă pe o suprafață de 4.642 ha, integral pe uscat.

## Localizare
Centrul sitului Ramanj este situat la coordonatele 66°39′03″N 17°34′45″E / 66.6507°N 17.5793°E.

## Înființare
Situl Ramanj a fost declarat sit de importanță comunitară în decembrie 1995 pentru a proteja 3 specii de animale. Situl a fost protejat și ca arie specială de conservare în decembrie 2009.

## Biodiversitate
Situată în ecoregiunea alpină, aria protejată conține 9 habitate naturale: Mlaștini turboase de tranziție și turbării mișcătoare, Liziere de ierburi înalte hidrofile de câmpie și de nivel montan până la alpin, Grohotișuri silicioase de la nivelul montan până la nivelul zăpezii (Androsacetalia alpinae și Galeopsietalia ladani), Râuri de munte și vegetația erbacee de pe malurile acestora, Taiga vestică, Ape stătătoare oligotrofe până la mezotrofe, cu vegetație de Littorelletea uniflorae și/sau de Isoëto-Nanojuncetea, Pajiști alpine și boreale, Păduri nordice subalpine/subarctice cu Betula pubescens ssp. czerepanovii, Pante stâncoase silicioase cu vegetație casmofită.
La baza desemnării sitului se află mai multe specii protejate de  mamifere (3): gluton (Gulo gulo), vidră de râu (Lutra lutra), râs eurasiatic (Lynx lynx).